# 유러피안 야구 컵
유러피안 야구 컵은 1963년에 창설된 WBSC 유럽이 주관하는 국제 야구 대회이다. 매년 6월부터 열리며 각 리그 우승팀이 참가한다. 12개 팀이 두 조로 이루어 경기를 치르고 각 조 우승팀은 유럽 챔피언을 가리게 된다. 유러피언 컵 예선에 우승한 팀은 본선의 최하위팀과 플레이오프를 치러 승강할 수 있는 기회가 부여된다. 2015년 기준으로 이탈리아 클럽 팀이 압도적으로 우승 경력이 많고 그 뒤로는 네덜란드 클럽 팀이 뒤 따르고 있다.
2016년부터 상 하위 개념으로 Champions Cup, C.E.B. Cup, Federations Cup 3개의 대회로 나뉘어 진행된다.

## 역대 대회 결과
| 개최년도 | 개최지                          |                        | 우승                   | 준우승                 | 3위 |
| -------- | ------------------------------- | ---------------------- | ---------------------- | ---------------------- | --- |
| 1983년   | 네덜란드                        | 파르마 베이스볼 클럽   | 할렘 니콜스            | 로테르담 넵튜누스      |     |
| 1984년   | 이탈리아                        | 파르마 베이스볼 클럽   | 리미니 베이스볼 클럽   | 할렘 니콜스            |     |
| 1985년   | 이탈리아                        | 포르티튜도 볼로냐      | 파르마 베이스볼 클럽   | 안트베르펜 이글스      |     |
| 1986년   | 이탈리아                        | 파르마 베이스볼 클럽   | 포르티튜도 볼로냐      | 할렘 니콜스            |     |
| 1987년   | 프랑스                          | 파르마 베이스볼 클럽   | 그로세토 베이스볼 클럽 | 암스테르담 파이어리츠  |     |
| 1988년   | 이탈리아                        | 파르마 베이스볼 클럽   | 리미니 베이스볼 클럽   | 암스테르담 파이어리츠  |     |
| 1989년   | 스페인                          | 리미니 베이스볼 클럽   | 할렘 니콜스            | 파르마 베이스볼 클럽   |     |
| 1990년   | 벨기에                          | 할렘 니콜스            | 리미니 베이스볼 클럽   | 그로세토 베이스볼 클럽 |     |
| 1991년   | 프랑스                          | 다넷시 카페 넷투노     | 할렘 니콜스            | 암스테르담 파이어리츠  |     |
| 1992년   | 네덜란드                        | 파르마 베이스볼 클럽   | 로테르담 넵튜누스      | 다넷시 카페 넷투노     |     |
| 1993년   | 이탈리아                        | ADO덴 하그             | 파르마 베이스볼 클럽   | 파리 대학클럽          |     |
| 1994년   | 네덜란드                        | 로테르담 넵튜누스      | ADO덴 하그             | 바라쿠다 몽펠리에      |     |
| 1995년   | 네덜란드                        | 파르마 베이스볼 클럽   | 로테르담 넵튜누스      | 코렌든 킨헤임          |     |
| 1996년   | 산마리노                        | 로테르담 넵튜누스      | 파르마 베이스볼 클럽   | 다넷시 카페 넷투노     |     |
| 1997년   | 브라슈하트, 벨기에              | 다넷시 카페 넷투노     | 로테르담 넵튜누스      | HCAW                   |     |
| 1998년   | 빌라데칸스, 스페인              | 파르마 베이스볼 클럽   | 후프도르프 피오니어    | 드라치 브르노          |     |
| 1999년   | 네뚜노, 이탈리아                | 파르마 베이스볼 클럽   | 다넷시 카페 넷투노     | HCAW                   |     |
| 2000년   | 산마리노                        | 로테르담 넵튜누스      | 리미니 베이스볼 클럽   | 파르마 베이스볼 클럽   |     |
| 2001년   | 로테르담, 네덜란드              | 로테르담 넵튜누스      | T&A 산마리노           | 리미니 베이스볼 클럽   |     |
| 2002년   | 빌라데칸스, 스페인              | 로테르담 넵튜누스      | HCAW                   | 다넷시 카페 넷투노     |     |
| 2003년   | 리미니, 이탈리아                | 로테르담 넵튜누스      | 리미니 베이스볼 클럽   | T&A 산마리노           |     |
| 2004년   | 산마리노                        | 로테르담 넵튜누스      | 포르티튜도 볼로냐      | 드라치 브르노          |     |
| 2005년   | 로테르담, 네덜란드              | 그로세토 베이스볼 클럽 | HCAW                   | 로테르담 넵튜누스      |     |
| 2006년   | 그로세토, 이탈리아              | T&A 산마리노           | 그로세토 베이스볼 클럽 | 포르티튜도 볼로냐      |     |
| 2007년   | 산마리노                        | 코렌든 킨헤임          | 루앙 허스키            | 리미니 베이스볼 클럽   |     |
| 2008년   | 그로세토, 이탈리아              | 코렌든 킨헤임          | 그로세토 베이스볼 클럽 | T&A 산마리노           |     |
| 2009년   | 바르셀로나, 스페인              | 다넷시 카페 넷투노     | 포르티튜도 볼로냐      | 코렌든 킨헤임          |     |
| 2010년   | 바르셀로나, 스페인              | 포르티튜도 볼로냐      | 하이덴하임 하이데쿠페  | 리미니 베이스볼 클럽   |     |
| 2011년   | 브르노, 체코                    | T&A 산마리노           | 파르마 베이스볼 클럽   | 포르티튜도 볼로냐      |     |
| 2012년   | 네뚜노, 이탈리아                | 포르티튜도 볼로냐      | 다넷시 카페 네뚜노     | 암스테르담 파이어리츠  |     |
| 2013년   | 이탈리아                        | 포르티튜도 볼로냐      | 리미니 베이스볼 클럽   | 3위 결정전은 없음      |     |
| 2014년   | 체코 네덜란드                   | T&A 산마리노           | 리미니 베이스볼 클럽   | 3위 결정전은 없음      |     |
| 2015년   | 로테르담, 네덜란드 파리, 프랑스 | 퀴라소 넵튜누스        | 포르티튜도 볼로냐      | 3위 결정전은 없음      |     |
| 2016년   | 리미니, 이탈리아 산마리노       | L&D 암스테르담         | 리미니 베이스볼 클럽   | 포르티튜도 볼로냐      |     |
| 2017년   | 레겐스부르크, 독일              | 퀴라소 넵튜누스        | 포르티투도 볼로냐      | T&A 산마리노           |     |
| 2018년   | 로테르담, 네덜란드              | 퀴라소 넵튜누스        | 리미니 베이스볼 클럽   | 포르티투도 볼로냐      |     |
| 2019년   | 볼로냐, 이탈리아                | 포르티투도 볼로냐      | L&D 암스테르담         | 퀴라소 넵튜누스        |     |
| 2021년   | 오스트라바, 체코                | 파르마 베이스볼 클럽   | 본 캐피탈스            | 포르티투도 볼로냐      |     |
| 2022년   | 본, 독일                        | 파르마 베이스볼 클럽   | 암스트레담 파이레트스  | 본 캐피탈스            |     |

## 같이 보기
- 아시아 시리즈
- 유럽 야구 연맹
- 캐리비안 시리즈
- 라틴아메리카 시리즈
- 유러피안 챔피언 컵 파이널 4